# Bupalus bernieri
Bupalus bernieri är en fjärilsart som beskrevs av De Lajonquière 1958. Bupalus bernieri ingår i släktet Bupalus och familjen mätare. Inga underarter finns listade i Catalogue of Life.